# Hersenletsel
Hersenletsel of hersenschade is een beschadiging aan de hersenen. De meest voorkomende oorzaken ervan zijn:
- Een hersenschudding wordt veroorzaakt door een plotseling snelheidsverschil tussen de hersenen en de schedel, bijvoorbeeld door een klap of val op het hoofd. Een hersenschudding veroorzaakt geen blijvend letsel, en is met alleen rust te genezen.
- Een hersenkneuzing heeft dezelfde oorzaak, maar hierbij is er wel minimale schade aan de hersenen zichtbaar, onder andere op een MRI-scan.
- Een cerebrovasculair accident (herseninfarct of hersenbloeding, ook wel beroerte genoemd).
- Zuurstoftekort bijvoorbeeld na een hartstilstand, of een hartinfarct of tijdens een bevalling.
- Vergiftiging met bijvoorbeeld neurotoxinen of met kwik-, lood- of broomverbindingen of door te hoge doses of langdurig gebruik van bepaalde drugs of medicijnen.
- Samendrukking van de hersenen door een subduraal hematoom, ofwel een ophoping van bloed binnen de schedel als gevolg van een bloeding na een klap of val.
- Samendrukking door een schedelbasisfractuur of schedelfractuur, waarbij ook nog botdeeltjes in de hersenen kunnen raken.
- Penetratie door een projectiel of ander vreemd voorwerp.

Bij de laatste drie oorzaken is snel medisch ingrijpen noodzakelijk, omdat de die optreedt zwelling vaak groter wordt waarmee de druk op de hersenen toeneemt, wat snel tot de dood kan leiden.
In geval van lichtere vormen van hersenletsel kan volledig herstel optreden. Onder de blijvende gevolgen van hersenletsel bevinden zich allerlei neurologische aandoeningen zoals vormen van spasticiteit, afasie, epilepsie, geheugenverlies, parkinsonisme en in ernstige gevallen een coma of een vegetatieve status. Deze aandoeningen kunnen vergezeld worden door een uitgebreid spectrum van psychische klachten zoals depressie en andere stemmingsstoornissen en verschillende gradaties van slaapstoornissen variërend van slapeloosheid tot narcolepsie.
Bij boksers kan door het veelvuldig incasseren van klappen tegen het hoofd permanente schade aan de hersenen ontstaan.

## Websites
- Hersenletsel-uitleg.